# Ле-Кудре-Сен-Жерме (кантон)

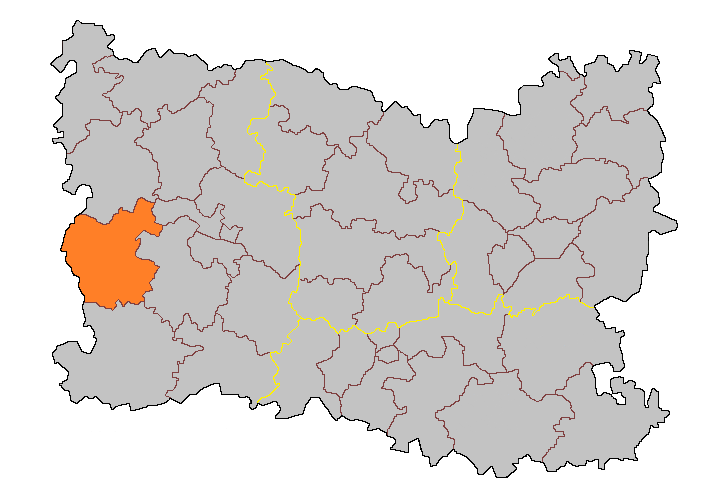
Кантон Кудре-Сен-Жерме на карте департамента Уаза

Ле-Кудре-Сен-Жерме (фр. Canton du Coudray-Saint-Germer) — упраздненный кантон во Франции, регион Пикардия, департамент Уаза. Входил в состав округа Бове.
В состав кантона входили коммуны (население по данным Национального института статистики за 2010 г.):
- Блакур (528 чел.)
- Кюижи-ан-Бре (1 035 чел.)
- Лабосс (457 чел.)
- Лаланд-ан-Сон (681 чел.)
- Лаландель (438 чел.)
- Лашапель-о-По (1 608 чел.)
- Ле-Вомен (343 чел.)
- Ле-Вору (461 чел.)
- Ле-Кудре-Сен-Жерме (888 чел.)
- Оданк-ан-Бре (463 чел.)
- Пюизё-ан-Бре (410 чел.)
- Сен-Жерме-де-Фли (1 762 чел.)
- Сен-Пьерр-эс-Шам (679 чел.)
- Сент-Обен-ан-Бре (1 013 чел.)
- Серифонтен (2 768 чел.)
- Тальмонтье (748 чел.)
- Флавакур (698 чел.)
- Эспобур (457 чел.)

## Экономика
Структура занятости населения:
- сельское хозяйство — 8,6 %
- промышленность — 28,1 %
- строительство — 8,4 %
- торговля, транспорт и сфера услуг — 26,4 %
- государственные и муниципальные службы — 28,5 %

## Политика
На президентских выборах 2012 г. жители кантона отдали в 1-м туре Марин Ле Пен 30,7 % голосов против 26,5 % у Николя Саркози и 20,4 % у Франсуа Олланда, во 2-м туре в кантоне победил Саркози, получивший 56,7 % голосов (2007 г. 1 тур: Саркози  — 32,4 %, Сеголен Руаяль— 17,8 %; 2 тур: Саркози — 60,6 %). На выборах в Национальное собрание в 2012 г. по 2-му избирательному округу департамента Уаза они поддержали кандидата социалистов Сильви Уссен, получившую 30,9 % голосов в 1-м туре и 39,4 % голосов - во 2-м туре.
|  | Кандидат     | Партия                          | % голосов |
|  | ------------ | ------------------------------- | --------- |
|  | Жан-Луи Обри | Социалистическая партия Франции | 56,12     |
|  | Надеж Лефевр | Союз за народное движение       | 43,88     |